# 250
Năm 250 là một năm trong lịch Julius. 

## Sự kiện
Không rõ ngày, tháng
- Thời kỳ Kofun được thành lập.